# جون فورسيث
جون فورسيث الابن (بالإنجليزية: John Forsyth)‏ (22 أكتوبر، 1780 - 21 أكتوبر 1841) سياسي أمريكي من جورجيا في القرن التاسع عشر. ومثل جورجيا في كل من مجلس النواب ومجلس الشيوخ. كما شغل فورسيث منصب الحاكم الثالث والثلاثين لولاية جورجيا. وكان داعما قويا لسياسات أندرو جاكسون والذي عينه وزيرا للخارجية في عام 1834، واستمر في هذا المنصب حتى عام 1841 خلال رئاسة مارتن فان بيورين.

## روابط خارجية
- جون فورسيث على موقع إن إن دي بي (الإنجليزية)